# 現金

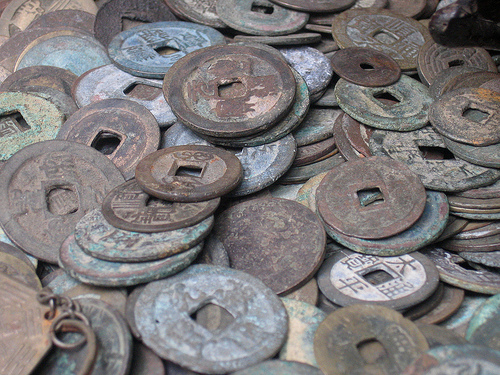
銅やアルミなどで作られた現金

現金（げんきん、英: cash）とは、「キャッシュ」とも呼ばれ、現在、世の中に通用している貨幣をいう。
これは、特定の国や地域で通用力を有する通貨における紙幣と硬貨のことで、日本では、日本銀行券（紙幣）と政府発行の貨幣（硬貨）が該当する。
また、簿記上では、通用の貨幣のほか、すぐに貨幣に換えられる小切手や手形なども該当する。
現金の主たる流通経路は、まず日本国内の金融機関が日本銀行の本支店の窓口から現金を受け取り、その後、金融機関から預金を引き出した個人や企業の手に渡り、様々な目的に利用された後、再び金融機関を経由して日本銀行へ環流する、というものである。
現金（キャッシュ）以外の通貨を用いた決済の総称を、一般にキャッシュレス決済といい、「企業や金融機関等における、従来の現金決済からキャッシュレス決済に転換する方針」あるいは「そのような動きが活発化して、社会全体にキャッシュレス決済が広がっていく現象」のことをキャッシュレス化という。
現在世界的なキャッシュレス化の流れにより、デンマークやスウェーデンなどといった北欧諸国や、中国などのように、キャッシュレス決済がすっかり主流となって現金がほとんど流通しておらず、今や子供や若者が現金を知らない世代となっているような国や地域も存在する。

## 概要
世の中の貨幣を大別すると、主に、印刷された紙幣など利用者の手元に存在する貨幣（現金通貨）、および、預金の仕組みに基づく貨幣（預金通貨）とがある。したがって、現金はもとより「価値の尺度」、「支払いの手段」、「価値の貯蔵」といった、貨幣がもつすべての機能を備えている。
安全性に関して、現金通貨には一長一短がある。銀行等への信用に基づいている預金通貨の場合、預け先の破綻の恐れが存在するが、手元に所持する現金ならこの恐れはない。一方、手元または輸送中の現金は災害・紛失・盗難などによって保持者にとってその価値が喪失されてしまう恐れがある。金融恐慌や戦時などを除けば預金通貨の危険性のほうが低い・利便性が高いとの認識から、現金は少額の取り引き・貯金以外にあまり使用されていない。多額の金銭の受け払いには為替（特に、現金の使用を伴わない振込など）や販売信用の仕組みに基づくクレジット決済が一般的である。また、法律上、紙幣と違って、硬貨は法貨としての通用力が制限されている補助貨幣的性格をもつものであるため、硬貨のみを使っての多額の支払いは断ることができる。
なお、価値の貯蔵性に関して、現金通貨はその名目価値が物理的に変わらないため安心感を与える利点がある。一方、多額の「価値の貯蔵」をする人は物価の上昇に対処したい、利得を上げたいとの願望から、現金通貨ではなく、損失のリスクを伴った有価証券・不動産などへの投資を選好する。
ただし、「現金」に以下の語義もある。
- 簿記では小切手や郵便為替証書といった通貨代用証券を現金とみなす慣習がある。
- 企業・個人の資産運用の実務においては、運用されている資産が、投資先の有価証券等と、投資の元手たる資金（証券会社に対する預け金や預金など）とに分けられるが、 この元手を俗に『現金』・『キャッシュ』とも呼ぶことがある。

## 支払い手段としての特徴

### 全般
- 短所として運搬中や保管中の盗難や紛失などの恐れが挙げられる。
- 企業など多額の決済を行う場合には、通常は銀行振り込みや小切手、為替手形、約束手形などの手段を用い、現金そのものを動かすことは少ない。
- フランスにおいては、付加価値税や法人税の脱税を防止するため、一定金額（2010年に3000ユーロと決められ、2015年に1000ユーロへ引き下げられた[6]。）以上の取引において現金決済を禁止し、クレジットカードや小切手、銀行振り込みによる決済を義務付けている。イタリアでは2012年の法律で1000ユーロ未満に制限され、スペインでは2012年11月に2500ユーロの制限が設けられた[6][7]。インドでは2017年に30万ルピー以下に制限された[8]。
- 取引の当事者が同じ取引所や提携したネットワークを利用している場合はキャッシュレス決済される。この場合はその取引に関しては印刷鋳造された物の交換やブロックチェーンの更新はその時点ではされない。

### 印刷・鋳造された現金（いわゆる紙幣・硬貨）
- 決済（価値の受け渡し）の手段としての現金は、長所として設備や信用が不要。
- 遠隔地への送金には向いていない。このため、銀行振り込み、クレジットカードなどキャッシュレスの手段が使われる。
- 財布を持ち歩いたり小銭（硬貨）をやりとりするのは不便であるため、プリペイドカードや電子マネー（非接触型IC）などがキャッシュレスの手段が使われる。
- 紙幣や貨幣の分割にはそれ以下の分割単位の紙幣は貨幣が取引の当事者の間で必要である（当事者の誰もそれ以下の紙幣貨幣を持っていない場合は両替が必要である。）。また、紙幣貨幣の最小単位以下の取引はキャッシュレスの手段が必要である（例えば現代の日本では、1円未満の単位での取引は印刷鋳造された現金だけではできない。）。

### 暗号通貨による現金
- 決済で使うためには当事者間で専用のソフトウェアを設定する必要がある(ペーパーウォレットなどの方法で紙に出力されていればそれを渡すだけで取引できる)。
- 遠隔地への送金にも向いている（ペーパーウォレットなら手紙として送付可能）。

## 簿記における現金
簿記における勘定科目としての「現金」には、上で挙げた狭義の現金のほかに、金融機関においてただちに現金化できる通貨代用証券も含める。通貨代用証券には、他人振り出しの小切手（自己振り出し小切手は当座勘定となる）、期限の到来した公社債の利札、配当金領収証、郵便為替証書、トラベラーズチェックなどがある。
現金は毎日の出入りが多いため、専用の補助簿を設けて管理することが多い。これを金銭出納帳という。金銭出納帳の残高と実際の現金有高は一致するのが本来であるが、日々照合すると一致しない場合がままある。このときには不一致額を現金過不足勘定に計上することによって帳簿上の現金残高を実際の現金有高に合わせ、後日不一致の原因が判明したときに適切な勘定に振り替えるという処理を行う。決算においても原因の判明しない現金過不足は雑収入あるいは雑損失に振り替えられることになる。
また、消耗品の購入や近距離の旅費など少額経費の支払いのため、ある程度の額をすぐ支出できる形で保管しておくことがある。これを小口現金といい、小口現金を管理する補助簿を小口現金出納帳という。小口現金による支払いは事後に経理担当者に報告され、それと同時に支払いと同額を小口現金に補充するという方法をとることが多く、「インプレスト・システム」（定額資金前渡制度）と呼ばれる。なお、必要に応じ随時に小口現金を補給する方法は、「随時補給制度」と呼ばれる。

## 派生語
仮想世界やMMORPGの内部で使われる有価物に対する概念として"リアルマネー"という言葉がある。これらの場合一般的な決済方法は電子マネーやクレジットカードであることから"リアルマネー"="現金"と言う本来の意味からすれば間違った表現であることは否めない。が、一方でゲーム上の架空通貨での支払いと(支払い方法はともかく)現実世界の通貨での支払いを区別することを考えれば完全に間違っているとも言いがたい。
ネット上の有料コンテンツ、特にネットゲームの課金またはその対象を運営者正規のシステムを使って課金する場合はリアルマネーという言われ方はしないが、有料コンテンツや仮想世界のポイントや所持品をユーザ同士で現金と引き換えで交換する場合に強くリアルマネーと呼ばれる。またその行為を「リアルマネートレード」（RMT)と呼ぶ場合もある。